# 千住馬車鉄道
千住馬車鉄道（せんじゅばしゃてつどう）は、明治中期に東京府南足立郡（現在の東京都足立区）、埼玉県東南部に存在した馬車鉄道。

## 概要
1889年（明治22年）6月、埼玉県北足立郡草加町の高橋荘右衛門ら3名によって千住馬車鉄道が請願された。東京府南足立郡千住町（現在の東京都足立区）と北葛飾郡幸手町（現在の埼玉県幸手市）を結ぶ鉄道として当初計画された。特に埼玉県北東部（陸羽街道・旧日光道中）の人々から鉄道の敷設の要望が強かった。
幸手までの延伸は日本鉄道久喜停車場（現JR宇都宮線・東武伊勢崎線久喜駅）を利用するため、馬車鉄道の延伸計画を破棄して普通馬車による営業となった。1893年（明治26年）2月7日、千住茶釜橋（現在の荒川土手。現在の国道4号千住新橋）から越ヶ谷町（現在の越谷市大沢付近）までが開通して旅客営業をはじめ、6月1日に越ヶ谷町（現在の越谷市）から粕壁（現在の春日部市粕壁三丁目最勝院付近）までが開通した。6月26日に貨物輸送の許可をえられた。浅草から千住茶釜橋までと粕壁から幸手までは通常の馬車で連絡した。1896年（明治29年）には営業不振により普通馬車鉄道営業を廃止し、翌年5月に粕壁から大沢間の馬車鉄道を営業停止、6月には全線を廃業した。
しかし、これを惜しんだ草加周辺の資産家らが草加馬車鉄道を設立し、全線の営業を引き継いだが、東武鉄道（現在の伊勢崎線）の開業によって1900年（明治33年）廃業に追い込まれている。

## 記念碑
1984年（昭和59年）春日部市に竣工した古利根公園橋に千住馬車鉄道のモニュメント（記念碑）がある。古利根川西岸・東武伊勢崎線春日部駅東口方面（県道春日部久喜線・県道さいたま春日部線）に千住馬車鉄道がかつて通っていた。